# Nadia di Cello
Nadia Mariel di Cello (Buenos Aires, 20 de enero de 1989) es una actriz de teatro, cine y televisión argentina conocida por sus actuaciones en las telenovelas infantiles y juveniles Chiquititas, Rebelde Way y Rincón de luz.

## Biografía
Nadia nació en Buenos Aires. Tiene una hermana mayor llamada Natalia di Cello. Tiene ascendencia italiana por su familia.

## Carrera
Nadia di Cello, debutó como actriz en el 1996 a los 7 años en la telenovela infantil Chiquititas, creada y producida por Cris Morena, siendo junto a Camila Bordonaba las actrices que más perduraron en el elenco.
Entre 1996 y 2001, realizó las temporadas teatrales de Chiquititas.
En 2001, fue convocada por Cris Morena para el especial Chiquititas de Oro donde ella y los actores y actrices más destacados de todas las temporadas se reunieron para recibir el premio Chiquititas de Oro. Ese mismo año, formó parte del elenco de la película Chiquititas: Rincón de luz protagonizada por Romina Yan y Facundo Arana. También ese mismo año hizo una participación especial junto a Sebastián Francini en el programa de televisión Poné a Francella.
En 2002 participó en la telenovela juvenil  Rebelde Way protagonizada por Camila Bordonaba, Felipe Colombo, Luisana Lopilato y Benjamín Rojas, interpretando a Florencia Fernández, una niña discapacitada.
En 2003 formó parte del elenco de la serie infantil Rincón de luz protagonizada por Guido Kaczka y Soledad Pastorutti, donde interpretó a Nadia Financio Fernández. 
Entre 2003 y 2004, realizó las temporadas teatrales de Rincón de luz.
En 2006, formó parte del elenco de la telenovela juvenil El refugio, donde interpretó a Silvana.
En 2015, realizó la obra de teatro La vida prestada.
En 2016, realizó la obra de teatro Princesas rotas.
En 2017, formó parte del elenco de la miniserie Santos pecadores protagonizada por Daniela Cardone y Nazarena Vélez.
En 2018, formó parte del elenco de la película Huellas.
En 2019, realizó la obra de teatro Amoricia. Ese mismo año protagonizó la obra de teatro Casa Duarte.

## Vida personal
Tiene 2 hijos, Valentino, nacido en 2010 y Francesca, nacida el 10 de diciembre de 2015.

## Filmografía

### Televisión
| Año       | Título           | Personaje                | Canal              |
| --------- | ---------------- | ------------------------ | ------------------ |
| 1996-1998 | Chiquititas      | Nadia Cáceres            | Telefe             |
| 1999-2001 | Chiquititas      | María Fernández          | Telefe             |
| 2001      | Poné a Francella |                          | Telefe             |
| 2002      | Rebelde Way      | Florencia Fernández      | Canal 9            |
| 2003      | Rincón de luz    | Nadia Financio Fernández | Canal 9/América TV |
| 2006      | El refugio       | Silvana                  | Canal 13           |
| 2017      | Santos pecadores |                          |                    |

### Programas de Televisión
| Año       | Programa                             | Canal                   | Notas    |
| --------- | ------------------------------------ | ----------------------- | -------- |
| 1997-1998 | Almorzando con Mirtha Legrand        | Canal 13                | Invitada |
| 1997-2001 | Susana Giménez                       | Telefe                  | Invitada |
| 1997-2001 | Videomatch                           | Telefe                  | Invitada |
| 1998      | Nico R                               | Telefe                  | Invitada |
| 1999      | La Biblia y el calefón               | Canal 13                | Invitada |
| 1999      | Tal para cual                        | Telefe                  | Invitada |
| 1999-2000 | Sábado Bus                           | Telefe                  | Invitada |
| 2000-2001 | Almorzando con Mirtha Legrand        | Canal 13                | Invitada |
| 2001      | Maru a la tarde                      | Telefe                  | Invitada |
| 2013      | Gracias por venir, gracias por estar | Telefe                  | Invitada |
| 2015      | AM, antes del mediodía               | Telefe                  | Invitada |
| 2016      | Morfi, todos a la mesa               | Telefe                  | Invitada |
| 2016      | Mejor de noche                       | Canal 9                 | Invitada |
| 2019      | Paso de todo                         | Argentinísima Satelital | Invitada |
| 2019      | Cortá por Lozano                     | Telefe                  | Invitada |

### Teatro
| Año       | Obra             | Personaje                | Dirección        | Teatro                      |
| --------- | ---------------- | ------------------------ | ---------------- | --------------------------- |
| 1996-1998 | Chiquititas      | Nadia Cáceres            | Cris Morena      | Teatro Gran Rex             |
| 1999-2001 | Chiquititas      | María Fernández          | Cris Morena      | Teatro Gran Rex             |
| 2003-2004 | Rincón de luz    | Nadia Financio Fernández | Cris Morena      | Teatro Gran Rex             |
| 2015      | La vida prestada | Malena                   |                  | Teatro Porteño              |
| 2016      | Princesas rotas  |                          | Ezequiel Comeron | Teatro El Galpón de Guevara |
| 2019      | Amoricia         | Inés                     | Ernesto Medela   | Teatro Porteño              |
| 2019      | Casa Duarte      | Dora                     | Mercedes Sánchez | Teatro Porteño              |
| 2021      | Trepadores       | Dora                     | Gustavo Lista    | Teatro Buenos Aires         |

### Cine
| Año  | Película                   | Personaje       | Dirección       |
| ---- | -------------------------- | --------------- | --------------- |
| 2001 | Chiquititas: Rincón de luz | María Fernández | José Luis Massa |
| 2018 | Huellas                    |                 | Pablo Yotich    |